# Кокран (округ, Онтарио)
Ко́кран — административный и избирательный округ в провинции Онтарио, Канада. Крупнейшим городом и административным центром Кокрана является, однако, не одноимённый расположенный в нём город, а Тимминс. Образован в 1921 году. Население — 82 503 чел. (по переписи 2006 года).

## География

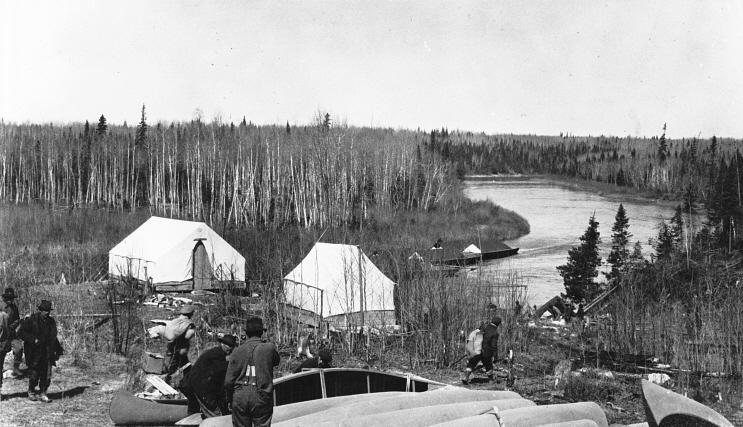
Перевалочный пункт на реке, принадлежащий компании «»

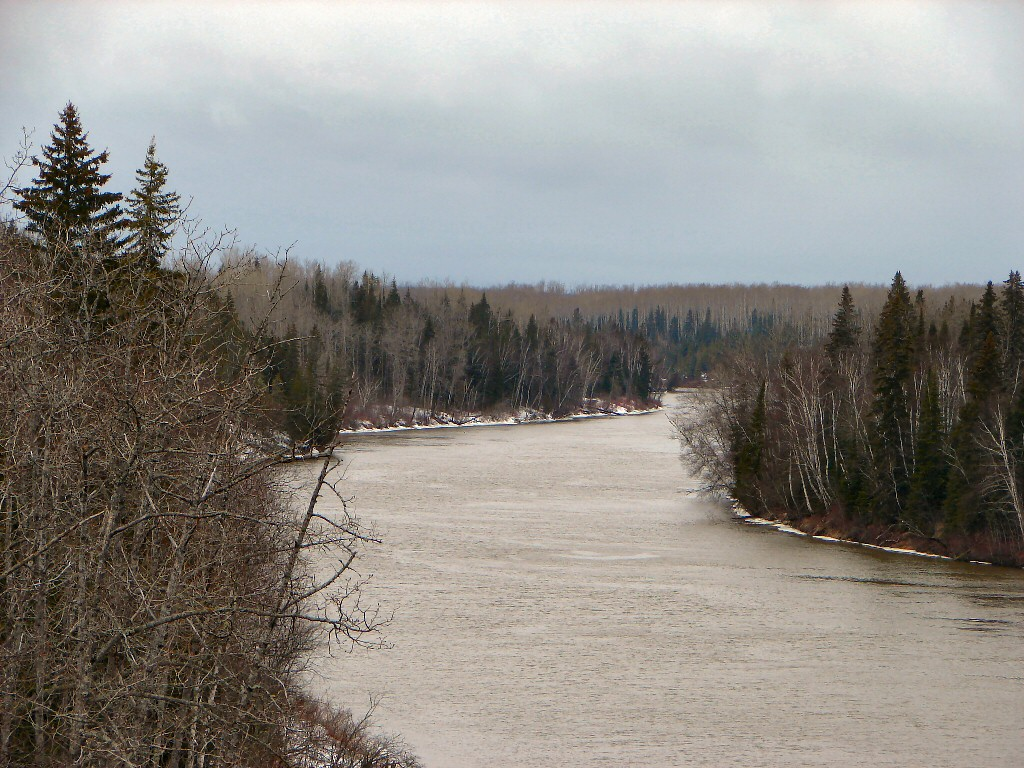
На реке Абитиби

Округ расположен на северо-востоке провинции Онтарио. С запада он граничит с округом Тандер-Бей, на юге — с округами Алгома, Садбери и Тимискаминг, на севере — с округом Кенора, на северо-востоке омывается водами залива Джеймс, а на востоке граничит с административными регионами провинции Квебек: Абитиби — Темискаминг и Север Квебека.

## Административное деление
В состав округа входят:
- 7 городов, из них один «сити» — Тимминс, и 6 «таунов» — Кокран, Херст, Ирокез-Фолс[англ.], Капускасинг[англ.], Мусони и Смут-Рок-Фолс[англ.];
- 8 коммун (резерваций) индейцев кри — Wahgoshig First Nation (аборигенов Ваагошиг), Constance Lake First Nation (аборигенов озера Констанс), Фактори-Айленд, Флайинг-Пост, Форт-Олбани[англ.], Мус-Фактори, Нью-Пост 69 и Нью-Пост 69 А;
- 3 межселенные территории — Северный Кокран[англ.], Юго-Восточный Кокран[англ.] и Юго-Западный Кокран[англ.].

## Население

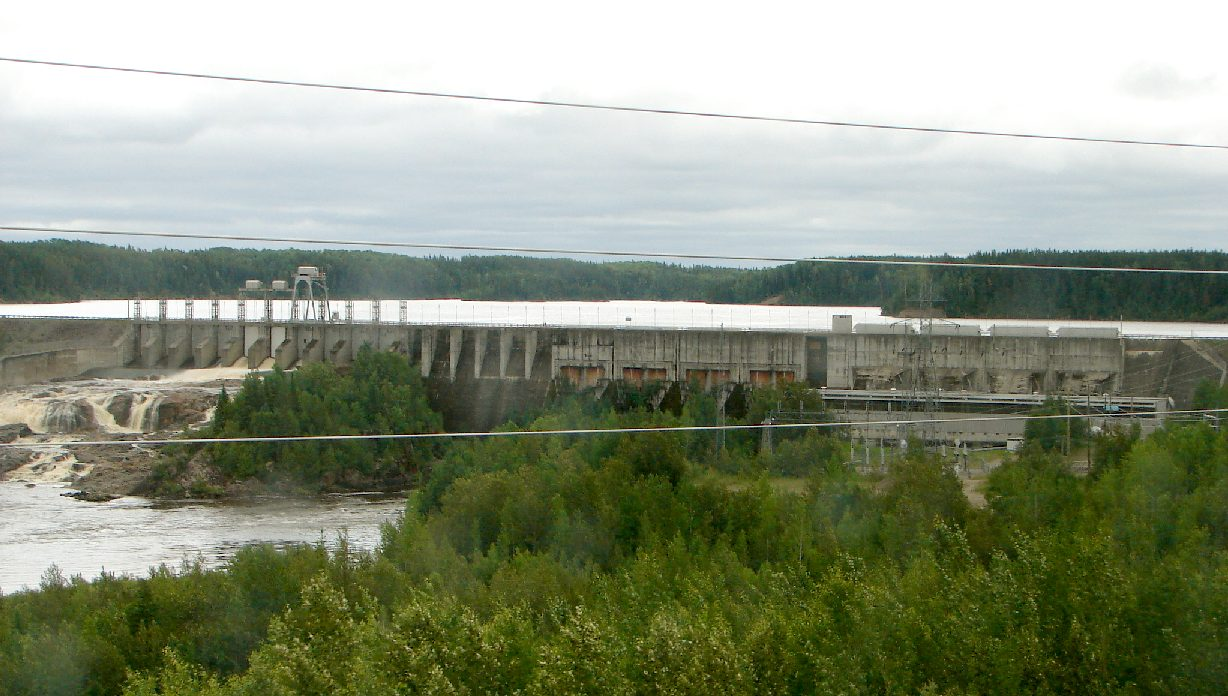
Дамба на реке Абитиби рядом с местной ГЭС

Из примерно 82,5 тысяч жителей, населяющих округ, 40 980 составляют мужчины и 41 520 — женщины. Средний возраст населения — 40,7 лет (против 39,0 лет в среднем по провинции). При этом, средний возраст мужчин составляет 40,3 года, а женщин — 41,1 (аналогичные показатели по Онтарио — 38,1 и 39,9 соответственно).
На территории округа зарегистрировано 33 335 частных жилых помещений, принадлежащих 24 125 семьям.
Примерно поровну распространены английский и французский языки в качестве родных. При этом, большинство населения округа на уровне общения между собой владеет обоими этими языками.
Крупнейший город — Тимминс (он же — административный центр округа) — 42 997 чел. (чуть более половины населения Кокрана, по переписи 2006 года).